# Asedio de la Força Vella
El asedio de la Força Vella de Gerona del 6 de junio al 23 de julio de 1462 constituye el primer episodio bélico de la guerra civil catalana de 1462-1472.
La Força Vella, también conocida como la Força, era una fortaleza que se encontraba dentro de la ciudad de Gerona, constituyendo su parte más alta, y cuyos orígenes se remontaban al primer poblamiento de la misma de época ibera y romana. Era como «una ciudad dentro de la ciudad», en palabras de Santiago y Jaume Sobrequés. En 1462 la Força estaba prácticamente deshabitada ya que solo vivían en ella unas treinta familias cristianas y unas veinte judías, además del obispo y sus familiares y una docena de eclesiásticos. Y en aquella fecha su valor defensivo era muy reducido pues a su alrededor habían crecido barrios enteros y desde los tejados de las casas adosadas a la muralla era fácil asaltarla.

## Antecedentes
Ante el clima cada vez más hostil que se encontró en una Barcelona dominada por la Biga y temiendo por la seguridad de su hijo el príncipe Fernando, la reina Juana Enríquez anunció el 23 de febrero de 1462 que partía para Gerona ―«una fortaleza bien defendida»― con el pretexto de dirigir desde allí las operaciones contra los rebeldes remensas. Ante este anuncio y la noticia de que los remensas se preparaban para enviar una embajada a la corte para pedir la entrada del rey Juan II de Aragón en Cataluña (lo que estaba expresamente prohibido por la Capitulación de Vilafranca), el Consell del Principat, dominado ya por la facción antijuanista, decidió el 5 de marzo a propuesta del conde de Pallars formar un ejército para acabar con la rebelión remensa ―decisión que fue ratificada tres días después por los diputados de la Generalidad―. Como ha destacado Vicens Vives, «tamaña medida era un verdadero reto de los elementos revolucionarios a la monarquía, una usurpación de preeminencias soberanas». La respuesta de la reina fue partir para Gerona a donde llegó hacia 15 de marzo. Allí ratificó su orden de disolución de los grupos armados remensas para lo que envió dos oficiales reales a la Montaña gerundense para conseguir que se cumpliera. Pero como estas disposiciones no acabaron con la rebelión la reina se decidió por intentar alcanzar una tregua para la que se puso en contacto con el líder remensa Francesc de Verntallat.
Mientras tanto en Barcelona ―donde los enfrentamientos entre juanistas y antijuanistas eran cada vez más frecuentes― comenzó la recluta del ejército que debía acabar con la rebelión remensa y que también estaba dirigido contra todos los que «tratan contra la Capitulación», a lo que la reina desde Gerona manifestó su más firme oposición por haber usurpado una prerrogativa del lugarteniente de Cataluña, cargo que detentaba ella misma en nombre de su hijo el príncipe Fernando de nueve años de edad ―el 30 de abril la reina difundió un pregón por toda Cataluña (excepto en Barcelona cuyas autoridades no lo autorizaron) en el que se decía que el levantamiento de un ejército por parte de la Diputación del General era ilegal―. El Consejo del Principado, a propuesta del obispo de Vich, le contestó declarando nulas sus decisiones, alegando que estaba mal informada y aconsejada.
El 23 de mayo de 1462 salió de Barcelona el grueso del ejército reclutado por la Diputación del General, a cuyo frente había nombrado al conde de Pallars, para dirigirse hacia Gerona con el propósito de acabar con la revuelta remensa, pero también con la finalidad de apoderarse de la reina y del «primogénito» el príncipe Fernando. Ante esta amenaza la reina había tomado diversas medidas entre las que destacó la de aliarse con los remensas que formaron un ejército a cuyo frente se situó Verntallat, pero este fue derrotado cerca de Hostalrich, plaza estratégica situada entre Barcelona y Gerona que había sido tomada el 23 de mayo por una avanzadilla del ejército de la Diputación. Así que el conde de Pallars ya no encontró ningún obstáculo para plantarse a las puertas de Gerona.

## El asedio
Ante las noticia de la inminente llegada del ejército de la Diputación del General al mando del conde Pallars, la reina, el príncipe Fernando y su séquito formado por nobles y funcionarios fieles a Juan II se encerraron en la Força donde establecieron un sistema defensivo propio diferenciado de la «ciudad baja» y mucho mejor pertrechado en cuanto a armas y piezas de artillería (bombardas, grandes ballestas, sarbatanas…) de las que carecían los habitantes del resto de la ciudad para defender las murallas exteriores de la misma.
En cuanto a los defensores de la Força durante el asedio no se sabe el número exacto pero se calcula que podrían haber sido alrededor de los cuatrocientos. De estos se conoce el nombre y ocupación de 186 de ellos, de los que 107 eran nobles y funcionarios reales ―entre los cuales había 20 nobles de fuera de Cataluña, pertenecientes a la Casa de la Reina― y 46 campesinos. De los 186 sólo 39 eran de Gerona, la mitad de los cuales eran conversos y eclesiásticos que residían en la Força ―entre los que se encontraba el obispo Joan Margarit i Pau―, únicamente ocho eran miembros del Consell General de la ciudad y solo cinco de la nobleza.
A primera hora de la tarde del 6 de junio de 1462, domingo de Pentecostés, el ejército de la Diputación del General al mando del conde de Pallars llegaba a las murallas de la ciudad de Gerona y poco tiempo después conseguía entrar en la ciudad prendiéndole fuego a una de sus puertas. No solo no encontraron ninguna resistencia en el interior sino que incluso fueron vitoreados por la población ―«y así nuestros estandartes estuvieron dentro, el pueblo comenzó a gritar alabando nuestra llegada», escribió el conde de Pallars en la carta que envió a las autoridades de Barcelona ese mismo domingo dando cuenta de su conquista―. Solo hubo un muerto y entre ocho o diez heridos entre las fuerzas asaltantes.
En cuanto las huestes del conde de Pallars entraron en Gerona desde la Força comenzaron a incendiar y bombardear las casas que estaban adosadas a su muralla para evitar que subiendo a sus tejados los asaltantes consiguieran entrar en la fortaleza. Su objetivo era, pues, crear una tierra de nadie entre la Força y los asaltantes. Por otro lado, el conde de Pallars no ordenó el asalto inmediato de la Força porque temía que el bombardeo previo pudiera herir a la reina o al príncipe Fernando, que en ese momento continuaban siendo reconocidos como tales por los rebeldes.

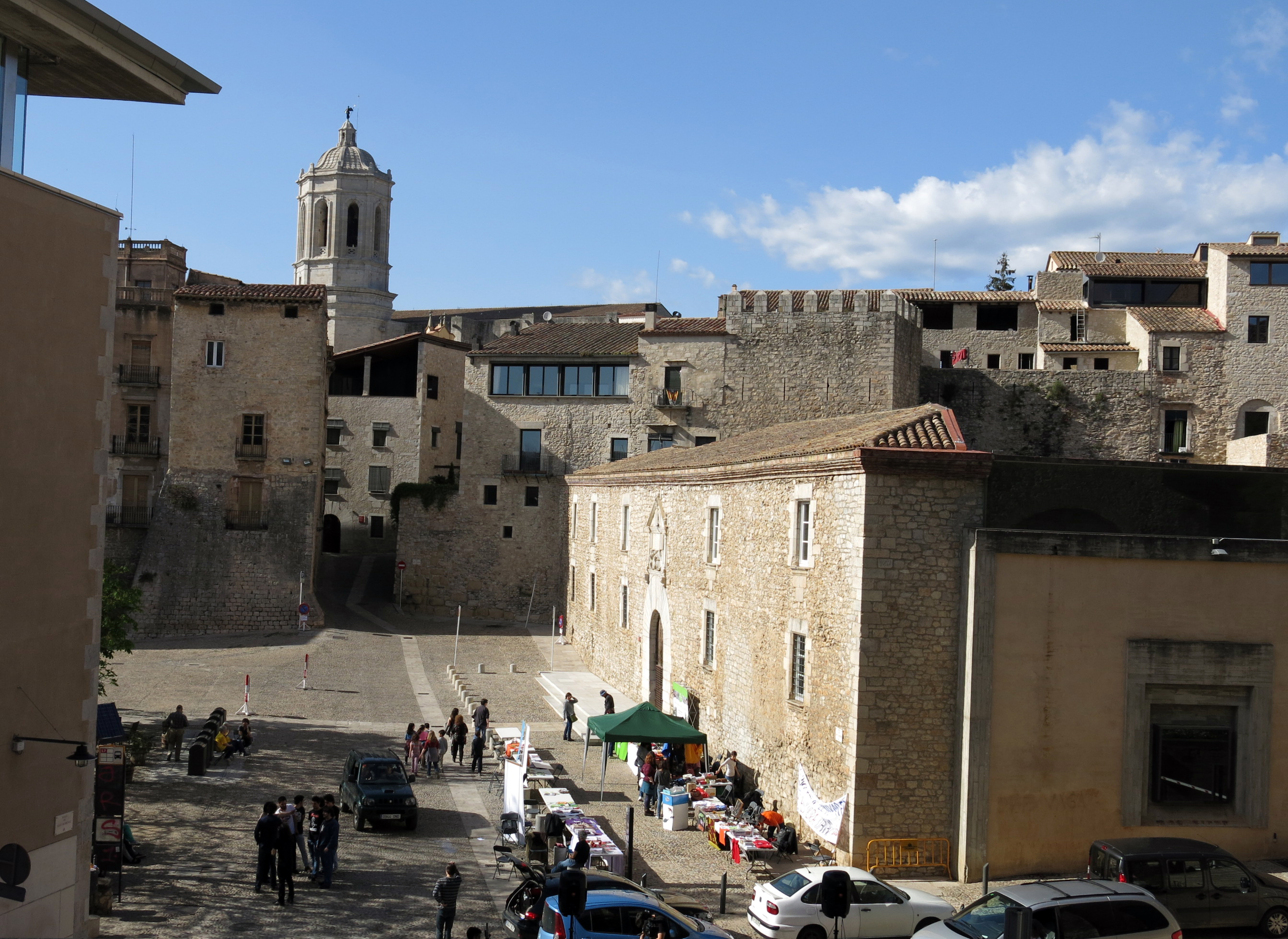
Vista de la antigua Força Vella con el campanario de la catedral al fondo y a la izquierda la torre Rufina que defendía la puerta de la muralla de la Força por donde intentaron penetrar en la fortaleza las huestes del conde de Pallars el 17 de junio.

El 17 de junio, día del Corpus Christi, tuvo lugar el intento del asalto a la Força por las fuerzas del conde de Pallars. Previamente la caballería había salido a disolver a las partidas de los remensas que actuaban en las montañas de los alrededores de Gerona al mando de Francesc de Verntallat y que habrían podido acudir en socorro de los asediados. A las diez de la mañana comenzó el asalto en cuatro sectores de la muralla de la fortaleza, dando preferencia al de la puerta Rufina ―ataque este último que fue dirigido personalmente por el conde de Pallars, mientras en los otros sectores estuvieron al mando Pere Berenguer Sort, Guerau Alemany de Cevelló y el barón de Cruïlles―. Pero los asediados consiguieron rechazar los ataques y los asaltantes acabaron retirándose de forma desordenada desmoralizados por la fuerza del fuego de artillería y de las ballestas de los defensores de la Força. A las cuatro de la tarde el conde ordenó suspender el asalto. Como han señalado Santiago y Jaume Sobrequés, el conde «no valoró adecuadamente la fuerza de los enemigos, y la gran superioridad de los medios defensivos sobre los ofensivos en los sistemas bélicos de la época hicieron el resto». El balance final del asalto del día del Corpus Chisti fue de seis muertos y más de un centenar de heridos entre los asaltantes, y varios muertos y entre treinta y cuarenta heridos entre los asediados. «Tendremos la Força otro día», escribió el conde de Pallars al Consell del Principat.
Tras el fracaso del asalto del día del Corpus el conde de Pallars recurrió a otras formas de hacerse con la Força como la negociación con los elementos moderados que la defendían, la perforación de minas que condujeran al interior de los muros o la ocupación de algún bastión o portal mediante las armas o mediante el soborno de sus defensores ―y siempre contando con la limitación que le fue recordada por el Consell del Principat de que los bombardeos de la Força no podían dañar al príncipe Fernando―. Pero ninguno de estos sistemas funcionó, aunque en una ocasión un grupo de hombres logró adentrarse en el recinto por medio de una mina causando un gran pánico entre los asediados, entre ellos la reina, pero finalmente unos fueron capturados y otros lograron huir. Así que el conde de Pallars volvió a preparar un nuevo asalto para lo que pidió a las autoridades de Barcelona el envío de más hombres y de más artillería, pólvora y municiones, mientras que dentro de la Força ―bombardeada diariamente― empezaban a faltar los alimentos y las municiones por lo que la situación era cada vez más angustiosa ―en un intento desesperado la reina el 3 de julio lanzó a los asediadores un papel que contenía un manifiesto en el que les ofrecía el perdón si levantaban el cerco, pero no obtuvo ninguna respuesta―.

## El levantamiento del asedio
Mientras tanto Juan II de Aragón y Luis XI de Francia, que se habían entrevistado en Sauveterre en la frontera navarra, habían alcanzado un acuerdo en Bayona, gracias a la mediación de Gastón IV de Foix yerno de rey aragonés, poniendo fin así momentáneamente a la tradicional rivalidad entre las coronas de Aragón y de Francia. Según el tratado de Bayona, que fue firmado por Juan II el 21 de mayo, el rey de Francia se comprometía a enviar un ejército a Cataluña para someter a los rebeldes y a cambio el rey de Aragón le pagaría en dos o tres años 200 000 escudos (300 000 en caso de que los combates se extendieran a los reinos de Aragón o de Valencia), pero hasta que no se hubiera completado la entrega de esa cantidad el rey de Francia ejercería la jurisdicción y percibiría los derechos y rentas de la corona de los condados de Rosellón y de Cerdaña. Además los castillos de Perpiñán y de Colliure pasarían a manos del rey francés desde el inicio de la campaña. Eran unas duras condiciones para Juan II, pero como ha destacado Jaume Vicens Vives, «la situación desesperada de su esposa e hijo en Gerona, el desencadenamiento de la revolución en Cataluña, no le dejaban abierta otra puerta. Tenía que claudicar y lo hizo con resentimiento, prometiendo vengarse». Por su parte el Consell del Principat en cuanto tuvo conocimiento del acuerdo difundió la falsa noticia de que el rey Juan II había cometido la traición de entregar al rey francés los condados de Rosellón y de Cerdaña, lo que acrecentó los ánimos antijuanistas por toda Cataluña.

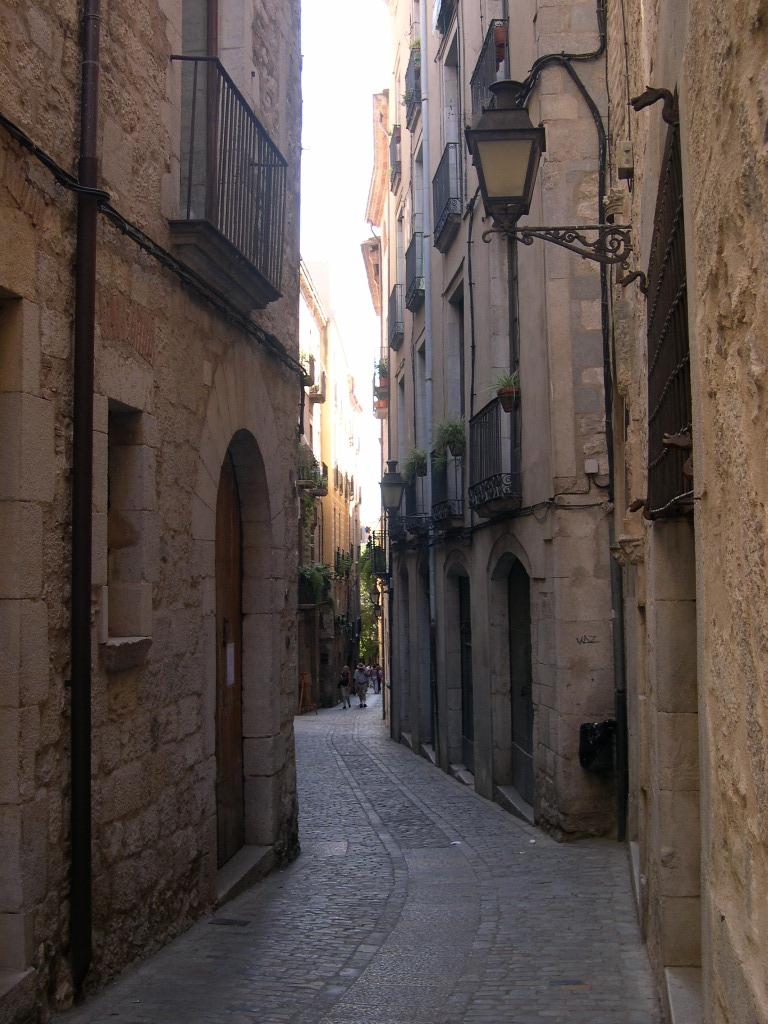
Calle de la Força en Gerona.

Poco después de la firma del acuerdo de Bayona y a la espera de que las tropas de Luis XI penetraran en Cataluña por el norte, Juan II decidió el 5 de junio entrar con un ejército en Cataluña ―apoderándose el 7 de junio de Balaguer y poco después de Tárrega―, lo que contravenía lo estipulado en la Capitulación de Vilafranca. Este fue el principal argumento utilizado por el Consell del Principat, junto con su alianza con el rey francés, para declarar a Juan II cuatro días después «enemigo de la cosa pública» y «enemigo de la tierra». Una declaración que el día 11 de junio se extendió a la reina Juana Enríquez. El día 16 una hueste ―la Bandera de Barcelona― al mando del capitán Joan de Marimón salía de Barcelona para dirigirse a las tierras de Lérida para hacer frente a Juan II.
De acuerdo con lo estipulado en Bayona, a principios de julio un ejército compuesto por unos 10 000 hombres al mando de Gastón IV de Foix ―«una fuerza poco menos que irresistible para los catalanes adversarios de Juan II, los cuales ni reuniendo todos los hombres movilizados… podrían llegar a alcanzar diez mil hombres»― penetraba en el Rosellón ocupando el 10 Salses, la «llave de España», ―ese mismo día Juan II ocupaba Castelldánsens en el frente de poniente― y el 21 el castillo de El Voló, dejando atrás Perpiñán, Elna y Colliure. En El Voló Gaston de Foix recibió una carta de la reina Juana Enríquez que consiguió atravesar las líneas de los asediadores pidiéndole que acudiera rápidamente a levantar el cerco pues en la Força solo estaban en condiciones de aguantar una semana más ―la reina le decía también que prefería morir antes que entregarse al conde de Pallars―.
Gaston de Foix hizo caso a la angustiosa carta de la reina y dirigió una parte de su ejército ―entre 4500 y 6000 hombres― hacia Gerona plantándose en solo dos días a las puertas de la ciudad y entrando en ella sin combatir ya que las fuerzas del conde de Pallars, muy inferiores en número ―el ejército de la Diputación del General se había reducido a unos 700 hombres a causa de la desbandada general―, se habían retirado a Hostalrich ante la noticia de la inminente llegada de los «piteus» ―junto con el de «gavatxos», nombre despectivo con el que nombran a los franceses los documentos catalanes de la época―. Así el 23 de julio fue levantado el asedio de La Força y liberados el príncipe Fernando y la reina Juana Enríquez ―según un cronista, esta le dio «cien mil veces las gracias [a Gaston de Foix] por su socorro y la salvación de su persona, vida y honor»―. Por otro lado, en el frente de poniente ese mismo día 23 de julio las huestes del rey Juan II derrotaban a la Bandera de Barcelona en las cercanías del castillo de Rubinat. Una semana después caía en poder de Juan II Tárrega, mientras la Bandera de Barcelona se replegaba hacia Cervera.

## Consecuencias
Un mes después del levantamiento del asedio de La Força el ejército de Gastón de Foix se dirigió a Barcelona para iniciar su asedio, aun a costa de dejar desguarnecido el Rosellón y el Ampurdán. Como ha señalado Jaume Vicens Vives, «el campo realista consideraba que una vez sometida la capital catalana el resto del país caería en sus manos como breva madura». El ejército de Gastón de Foix salió de Gerona en dirección a Barcelona el 1 de septiembre y el día 4 pasaba junto a Hostalric sin detenerse en asediar la villa. En su avance hacia el sur fue hostigado desde la costa por el ejército del conde de Pallars que evitó un choque frontal dada su notable inferioridad e intentando conseguir llegar a Barcelona intacto para ayudar en su defensa. El 9 de septiembre el ejército francés arribaba a Moncada, la llave de entrada del Llano de Barcelona, después de haber pasado por San Celoni, Granollers y Montmeló. Tras tomar el castillo de Moncada instaló su campamento en San Andrés y el día 12 llegó allí el rey Juan II procedente de Martorell y San Cugat del Vallés y se reunió con su esposa y su hijo después de casi un año de separación.

## La leyenda
Tras el final de la guerra civil catalana nació la leyenda de que los habitantes de Gerona habían defendido con gran heroísmo a la reina Juana Enríquez y al príncipe Fernando lo que está muy lejos de la realidad ya que la toma de la ciudad de Gerona por las tropas del conde de Pallars fue relativamente fácil gracias al escaso empeño que mostraron sus habitantes en la defensa de las murallas exteriores de la misma y que sólo un reducido número de gerundenses se unieron a la reina y al príncipe en la fortaleza de la Força tras la ocupación de la ciudad por las tropas de la Diputación del General de Cataluña. Los principales propagadores de la leyenda fueron el humanista Gonzalo García de Santa María en una biografía sobre Juan II de Aragón escrita en latín, que él mismo más tarde tradujo al castellano, y el fraile Joan Gaspar Roig i Jalpí en una obra publicada en 1678 con el título Resumen historial de las grandezas y antigüedades de Gerona.
La pasividad de los habitantes de Gerona se explicaría, según Santiago y Jaume Sobrequés, porque allí, como por otro lado en todas partes, existía «un sentimiento de angustia, de perplejidad y desorientación ante la ruptura de dos autoridades reputadas como igualmente legítimas». El propio jefe del ejército de la Diputación del General el conde de Pallars dijo que había vencido «porque sus enemigos se habían dejado vencer». Por otro lado, el conde de Pallars también atribuyó la victoria a la intervención milagrosa del fallecido príncipe Carlos de Viana, a quien algunos de sus soldados afirmaban haber visto combatir durante el ataque.